# La Chapelle-du-Bourgay
La Chapelle-du-Bourgay är en kommun i departementet Seine-Maritime i regionen Normandie i nordvästra Frankrike. Kommunen ligger i kantonen Luneray som tillhör arrondissementet Dieppe. År 2022 hade La Chapelle-du-Bourgay 109 invånare.

## Befolkningsutveckling
| Befolkningsutvecklingen i La Chapelle-du-Bourgay 1968–2021 | Befolkningsutvecklingen i La Chapelle-du-Bourgay 1968–2021 | Befolkningsutvecklingen i La Chapelle-du-Bourgay 1968–2021 | Befolkningsutvecklingen i La Chapelle-du-Bourgay 1968–2021 | Befolkningsutvecklingen i La Chapelle-du-Bourgay 1968–2021 |
| ---------------------------------------------------------- | ---------------------------------------------------------- | ---------------------------------------------------------- | ---------------------------------------------------------- | ---------------------------------------------------------- |
|                                                            |                                                            |                                                            |                                                            |                                                            |
| År                                                         |                                                            |                                                            | Folkmängd                                                  |                                                            |
| 1968                                                       | 1968                                                       |                                                            | 110                                                        |                                                            |
| 1975                                                       | 1975                                                       |                                                            | 112                                                        |                                                            |
| 1982                                                       | 1982                                                       |                                                            | 110                                                        |                                                            |
| 1990                                                       | 1990                                                       |                                                            | 123                                                        |                                                            |
| 1999                                                       | 1999                                                       |                                                            | 95                                                         |                                                            |
| 2007                                                       | 2007                                                       |                                                            | 133                                                        |                                                            |
| 2015                                                       | 2015                                                       |                                                            | 129                                                        |                                                            |
| 2021                                                       | 2021                                                       |                                                            | 110                                                        |                                                            |